# Stenanthemum bilobum
Stenanthemum bilobum är en brakvedsväxtart som beskrevs av B.L. Rye. Stenanthemum bilobum ingår i släktet Stenanthemum och familjen brakvedsväxter. Inga underarter finns listade i Catalogue of Life.